# Marguerite Acarie
Marguerite Acarie (París, 6 de març de 1590-24 de maig de 1660) o Marguerite du Saint-Sacrement, el seu nom religiós, fou una monja francesa de l'orde dels carmelites descalços.
Fou una de les filles de la carmelita Barbe Avrillot i de Pierre Acarie. Membre de l'orde dels carmelites descalços, en fou membre de diversos convents al llarg de la seva vida a diverses localitats com París, Tours, Bordeus o Saintes i el darrer fins a la seva mort el de la rue Chapon, novament a la capital francesa. Forta seguidora de l'escola francesa del cardenal Pierre de Bérulle, com ho havia estat segurament la seva mare, una de les fundadores de la branca femenina del Carmel a França. Segons Vicente Díez, contribuí a la reforma de la seva orde afegint nous elements a l'antiga austeritat. Escrigué, així mateix, una sèrie de cartes sobre la direcció i consells espirituals per a la seva orde, publicades de forma pòstuma pel sacerdot J.M. de Vernon, que qualifica d'una de les millores obres sobre direcció espiritual. Posteriorment, la seva vida fou escrita i publicada per Tronson de Chenevière a París el 1689.